# Giorgi Nawalowski
Giorgi Nawalowski (gruz. გიორგი ნავალოვსკი, ur. 28 czerwca 1986 w Tbilisi) – gruziński piłkarz grający na pozycji lewego obrońcy. Od 2016 jest zawodnikiem klubu SKA-Eniergija Chabarowsk.

## Kariera piłkarska
Swoją karierę piłkarską Nawalowski rozpoczął w klubie Dinamo Tbilisi. W 2003 roku został zawodnikiem zespołu rezerw, a w sezonie 2004/2005 awansował do pierwszego zespołu. W tamtym sezonie wywalczył z Dinamem tytuł mistrza Gruzji. W trakcie sezonu 2006/2007 odszedł do Olimpi Rustawi, z którym sięgnął po tytuł mistrzowski. W Olimpi grał do końca 2007 roku.
W 2008 roku Nawalowski został zawodnikiem rosyjskiego Anży Machaczkała, grającego w Pierwszej Dywizji. W 2009 roku awansował z nim do Priemjer-Ligi.
Na początku 2010 roku Nawalowski przeszedł do İnteru Baku. Zadebiutował w nim 9 lutego 2010 w wygranym 1:0 wyjazdowym meczu ze Standardem Sumgait. W sezonie 2009/2010 wywalczył z İnterem tytuł mistrza Azerbejdżanu.
Latem 2010 roku Nawalowski został piłkarzem Wołgi Niżny Nowogród. 10 sierpnia 2010 zaliczył w niej debiut w wygranym 3:0 domowym meczu z Awangardem Kursk. Na koniec sezonu awansował z Wołgą do Priemjer-Ligi.
W 2011 roku Nawalowski przeszedł z Wołgi do FK Chimki. Swój debiut w Chimki zanotował 7 kwietnia 2011 w przegranym 2:4 wyjazdowym spotkaniu z Dinamem Briańsk. W zespole Chimki spędził sezon.
Latem 2012 Nawalowski został zawodnikiem klubu Mietałłurg-Kuzbass Nowokuźnieck. Zadebiutował w nim 6 września 2012 w wygranym 1:0 domowym meczu z Salutem-Eniergiją Biełgorod. Pół roku później odszedł do klubu SKA-Eniergija Chabarowsk, w którym swój debiut zaliczył 11 marca 2013 w wyjazdowym spotkaniu z Dynamem Petersburg (2:1). W klubie z Chabarowska grał do końca sezonu 2013/2014.
W sezonie 2014/2015 Nawalowski był piłkarzem FK Tosno. Zadebiutował w nim 6 lipca 2014 w zremisowanym 2:2 wyjazdowym meczu z Gazowikiem Orenburg.
Latem 2015 Nawalowski wrócił do Gruzji i podpisał kontrakt z klubem Dila Gori. Swój debiut w nim zaliczył 14 sierpnia 2015 w zwycięskim 2:0 domowym meczu z Kolcheti 1913 Poti. Na początku 2016 roku ponownie został zawodnikiem SKA-Eniergija Chabarowsk.
| Sezon   | Klub                            | Kraj        | Rozgrywki        | Mecze | Gole |
| ------- | ------------------------------- | ----------- | ---------------- | ----- | ---- |
| 2003/04 | Dinamo-2 Tbilisi                | Gruzja      | Pirweli Liga     | 28    | 4    |
| 2003/04 | Dinamo-2 Tbilisi                | Gruzja      | Pirweli Liga     | 21    | 4    |
| 2004/05 | Dinamo Tbilisi                  | Gruzja      | Umaglesi Liga    | 9     | 0    |
| 2004/05 | Dinamo-2 Tbilisi                | Gruzja      | Pirweli Liga     | 21    | 4    |
| 2005/06 | Dinamo Tbilisi                  | Gruzja      | Umaglesi Liga    | 13    | 0    |
| 2006/07 | Dinamo Tbilisi                  | Gruzja      | Umaglesi Liga    | 10    | 0    |
| 2006/07 | Olimpi Rustawi                  | Gruzja      | Umaglesi Liga    | 12    | 0    |
| 2007/08 | Olimpi Rustawi                  | Gruzja      | Umaglesi Liga    | 13    | 0    |
| 2008    | Anży Machaczkała                | Rosja       | Pierwyj diwizion | 26    | 0    |
| 2009    | Anży Machaczkała                | Rosja       | Pierwyj diwizion | 24    | 0    |
| 2009/10 | İnter Baku                      | Azerbejdżan | Premyer Liqa     | 13    | 1    |
| 2010    | Wołga Niżny Nowogród            | Rosja       | Pierwyj diwizion | 14    | 0    |
| 2011/12 | FK Chimki                       | Rosja       | Pierwyj diwizion | 33    | 0    |
| 2012/13 | Mietałłurg-Kuzbass Nowokuźnieck | Rosja       | Pierwyj diwizion | 10    | 0    |
| 2012/13 | SKA-Eniergija Chabarowsk        | Rosja       | Pierwyj diwizion | 11    | 0    |
| 2013/14 | SKA-Eniergija Chabarowsk        | Rosja       | Pierwyj diwizion | 30    | 1    |
| 2014/15 | FK Tosno                        | Rosja       | Pierwyj diwizion | 26    | 1    |
| 2015/16 | Dila Gori                       | Gruzja      | Umaglesi Liga    | 13    | 2    |
| 2015/16 | SKA-Eniergija Chabarowsk        | Rosja       | Pierwyj diwizion |       |      |

## Kariera reprezentacyjna
W reprezentacji Gruzji Nawalowski zadebiutował 27 maja 2008 roku w zremisowanym 1:1 towarzyskim meczu z Estonią, rozegranym w Tallinnie.